# 16e cérémonie des Online Film Critics Society Awards
La 16e cérémonie des Online Film Critics Society Awards (OFCS Awards), décernés par l'Online Film Critics Society, a eu lieu le 7 janvier 2013, et a récompensé les films réalisés l'année précédente,.

## Palmarès

### Meilleur film
- Argo
  - Holy Motors
  - The Master
  - Moonrise Kingdom
  - Zero Dark Thirty

### Meilleur réalisateur
- Paul Thomas Anderson pour The Master
  - Ben Affleck pour Argo
  - Wes Anderson pour Moonrise Kingdom
  - Kathryn Bigelow pour Zero Dark Thirty
  - Leos Carax pour Holy Motors

### Meilleur acteur
- Daniel Day-Lewis pour le rôle d'Abraham Lincoln dans Lincoln
  - John Hawkes pour le rôle de Mark O'Brien dans The Sessions
  - Denis Lavant pour le rôle de M. Oscar dans Holy Motors
  - Joaquin Phoenix pour le rôle de Freddie Quell dans The Master
  - Denzel Washington pour le rôle de Whip Whitaker dans Flight

### Meilleure actrice
- Jennifer Lawrence pour le rôle de Tiffany dans Happiness Therapy (Silver Linings Playbook)
  - Jessica Chastain pour le rôle de Maya dans Zero Dark Thirty
  - Emmanuelle Riva pour le rôle d'Anne dans Amour
  - Quvenzhané Wallis pour le rôle d'Hushpuppy dans Les Bêtes du sud sauvage (Beasts of the Southern Wild)
  - Rachel Weisz pour le rôle de Hester Collyer dans The Deep Blue Sea

### Meilleur acteur dans un second rôle
- Philip Seymour Hoffman pour le rôle de Lancaster Dodd dans The Master
  - Alan Arkin pour le rôle de Lester Siegel dans Argo
  - Dwight Henry pour le rôle de Wink Doucet dans Les Bêtes du sud sauvage (Beasts of the Southern Wild)
  - Tommy Lee Jones pour le rôle de Thaddeus Stevens dans Lincoln
  - Christoph Waltz pour le rôle du Dr King Schultz dans Django Unchained

### Meilleure actrice dans un second rôle
- Anne Hathaway pour le rôle de Fantine dans Les Misérables
  - Amy Adams pour le rôle de Mary Sue Dodd dans The Master
  - Ann Dowd pour le rôle de Sandra dans Compliance
  - Sally Field pour le rôle de Mary Todd Lincoln dans Lincoln
  - Helen Hunt pour le rôle de Cheryl dans The Sessions

### Meilleur scénario original
- Moonrise Kingdom – Roman Coppola et Wes Anderson
  - La Cabane dans les bois (The Cabin in the Woods) – Joss Whedon et Drew Goddard
  - Looper – Rian Johnson
  - The Master – Paul Thomas Anderson
  - Zero Dark Thirty – Mark Boal

### Meilleur scénario adapté
- Argo – Chris Terrio
  - Les Bêtes du sud sauvage (Beasts of the Southern Wild) – Lucy Alibar et Benh Zeitlin
  - Cloud Atlas – Lana Wachowski, Tom Tykwer et Andy Wachowski
  - Cosmopolis – David Cronenberg
  - Lincoln – Tony Kushner

### Meilleure photographie
- Skyfall – Roger Deakins
  - Lincoln – Janusz Kaminski
  - The Master – Mihai Malaimare Jr.
  - Moonrise Kingdom – Robert D. Yeoman
  - L'Odyssée de Pi (Life Of Pi) – Claudio Miranda

### Meilleur montage
- Cloud Atlas – Alexander Berner
  - Argo – William Goldenberg
  - The Master – Leslie Jones et Peter McNulty
  - Skyfall – Stuart Baird
  - Zero Dark Thirty – William Goldenberg et Dylan Tichenor

### Meilleur film étranger
- Holy Motors  France
  - Amour  Autriche  France
  - Ceci n'est pas un film (این فیلم نیست, In film nist)  Iran
  - Le Cheval de Turin (A Torinói ló)  Hongrie
  - De rouille et d'os  France

### Meilleur film d'animation
- L'Étrange Pouvoir de Norman (ParaNorman)
  - Arrietty, le petit monde des chapardeurs (借りぐらしのアリエッティ, Karigurashi no Arietti)
  - Frankenweenie
  - Les Mondes de Ralph (Wreck-it Ralph)
  - Rebelle (Brave)

### Meilleur film documentaire
- Ceci n'est pas un film (این فیلم نیست, In film nist)
  - The Imposter
  - The Invisible War
  - The Queen of Versailles
  - Jiro Dreams of Sushi